# Octoblepharum cocuiense
Octoblepharum cocuiense är en bladmossart som beskrevs av Mitten 1869. Octoblepharum cocuiense ingår i släktet Octoblepharum och familjen Dicranaceae. Inga underarter finns listade i Catalogue of Life.